# ウピンとイピン
『ウピンとイピン』（マレーシア語：Upin & Ipin）は、マレーシアのレ・コパクプロダクションが製作したテレビアニメ作品。
2007年の映画『Geng: The Adventure Begins』の劇場公開時、本作のアニメをTV9でラマダーン・イド・アル＝フィトルの特別番組として放送した。2008年のラマダーン特別シーズンを含み、2015年現在はシーズン8を放送中。

## 概要
5歳の双子の男の子、ウピンとイピンを主人公として、幼児にイスラム教徒の文化を教える知育・情操番組。マレーシアの田舎に住む人々の生活や、ウピンとイピンの通う幼稚園での日常を題材にする。
両親が他界したウピンとイピンは、年の離れた姉のロース (Kak Ros) や祖母のオパ (Opah) と一緒に住んでいる。イピンの口癖は同じ言葉を3回繰り返すことで、特に正しいという意の「ブトゥル」を3回繰り返すことが多い（マレーシア語：Betul, betul, betul）。

### ウルトラマンリブット
2014年には、円谷プロダクションの公認で制作された本作オリジナルのウルトラ戦士・ウルトラマンリブットが登場している。現地でのキャラクターショーなどのためにスーツも製作されており、日本では『新ウルトラマン列伝』最終回に他のウルトラ戦士たちに混じって登場しているほか、『ウルトラギャラクシーファイト ニュージェネレーションヒーローズ』にも主要キャラクターとして登場している（詳細は各リンク先を参照）。